# 第43回ブルーリボン賞 (鉄道)

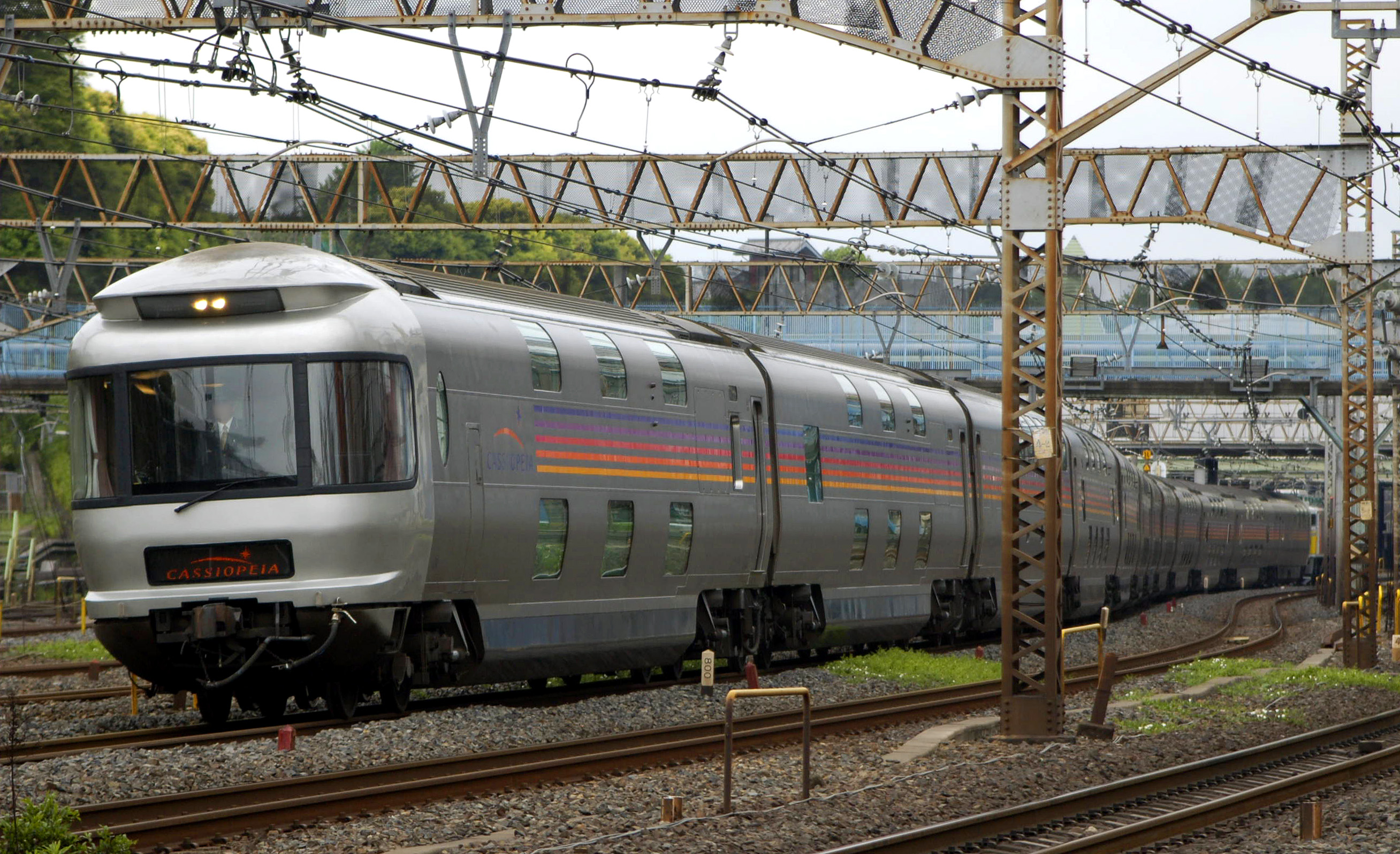
第43回ブルーリボン賞
JR東日本E26系客車

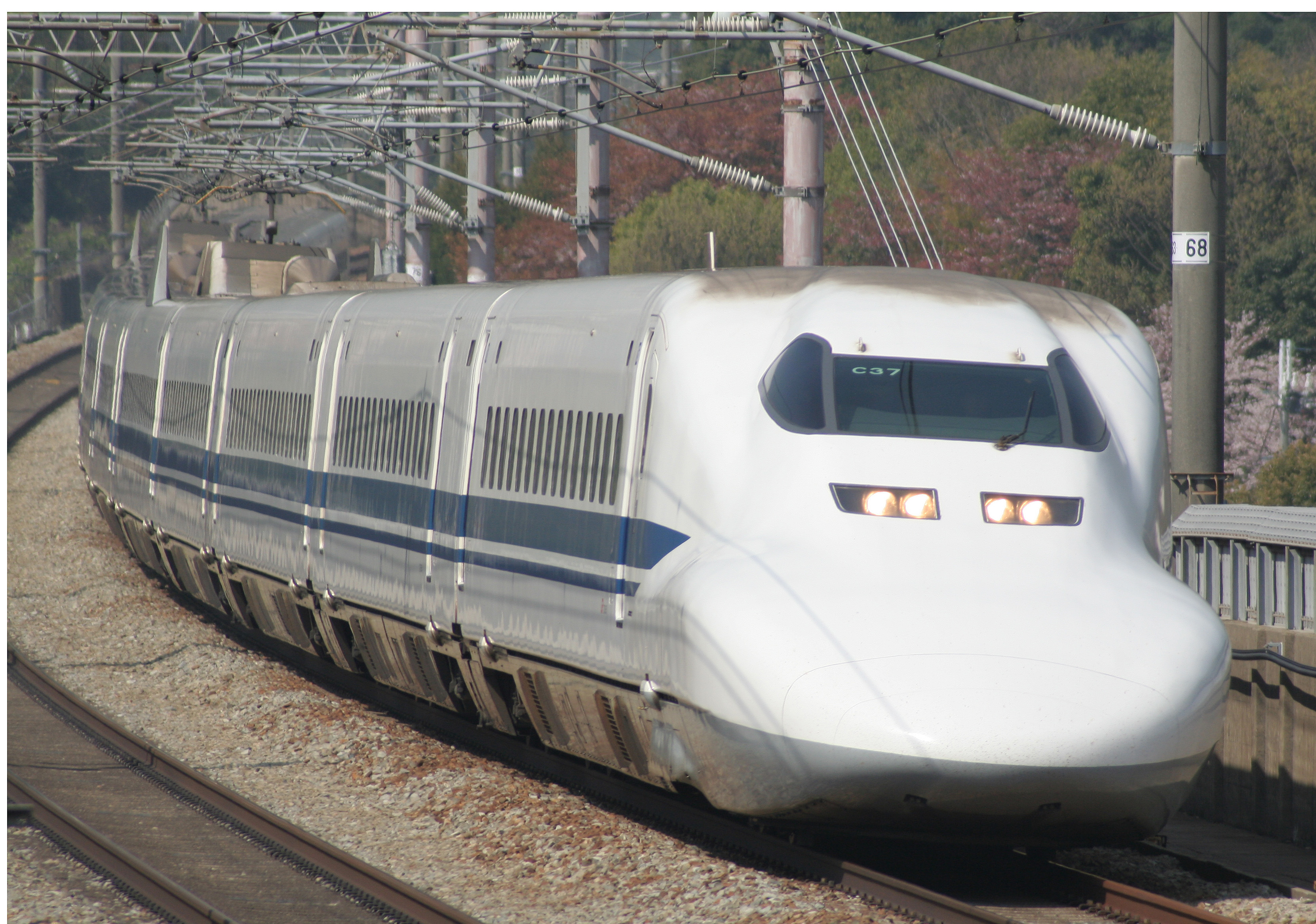
第40回ローレル賞
JR東海（共同開発：JR西日本）700系新幹線電車

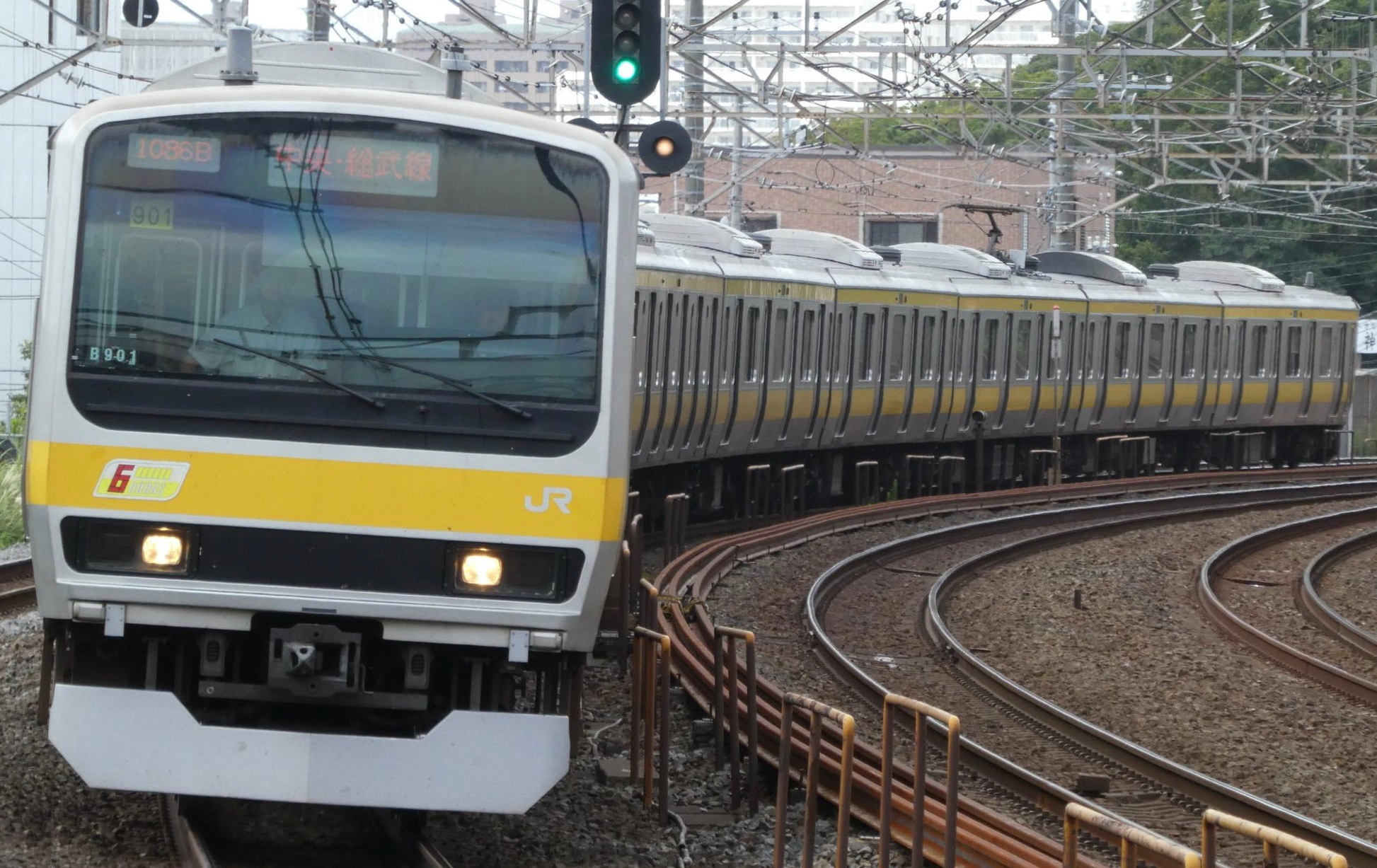
第40回ローレル賞
JR東日本209系950番台（E231系900番台）電車

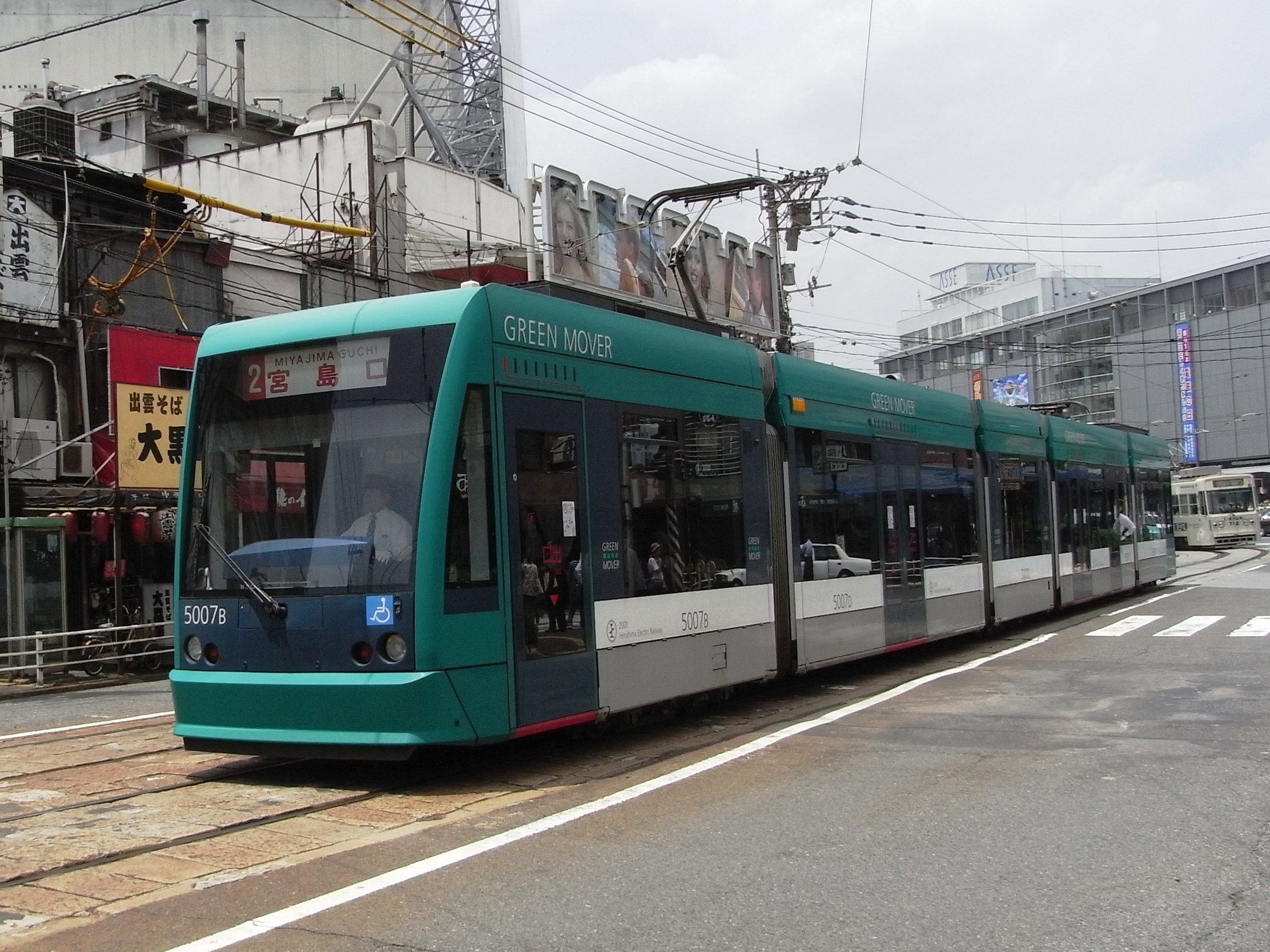
第40回ローレル賞
広島電鉄5000形電車

第43回ブルーリボン賞（だい43かいぶるーりぼんしょう）は、2000年（平成12年）に鉄道友の会が選定したブルーリボン賞である。本項では、第40回ローレル賞（だい40かいろーれるしょう）についても併せて記す。

## 概要
日本国内で使用する鉄道・軌道車両のうち、1999年（平成11年）1月1日から12月31日までの間に日本国内で営業運転に就いた新形式車両またはそれとみなせる車両で、候補車両決定の時点で現に営業をしていることを概ねの要件とする選定候補車両22車種のなかから、ブルーリボン賞1形式、ローレル賞3形式が選定された。

## 選定車両

### ブルーリボン賞
- 東日本旅客鉄道 E26系客車
  - 有効投票数4570票のうち最高得票の1101票により選定。

### ローレル賞
- 東海旅客鉄道（共同開発：西日本旅客鉄道） 700系新幹線電車
  - 新時代の高速鉄道輸送を担う新幹線電車としての完成度の高さを評価し選定[1]。
- 東日本旅客鉄道 209系950番台（E231系900番台）電車
  - 新時代の電車が備えるべきシステムを追求したことを評価し選定。
- 広島電鉄 5000形電車
  - 新時代の日本の都市部交通に欧州の車両技術・コンセプトが広く普及・展開してゆくであろうことを推測評価し選定。

## 候補車両
鉄道友の会ブルーリボン賞・ローレル賞選考委員会が候補車両とした25車種。
| 会社名         | 車両形式                                                                    |
| -------------- | --------------------------------------------------------------------------- |
| 北海道旅客鉄道 | キハ183系6000番台気動車 オクハテ・オハテフ510形客車（富良野・美瑛ノロッコ） |
| 会津鉄道       | AT-300形気動車                                                              |
| 日本貨物鉄道   | EH500形電気機関車 トキ25000形貨車                                           |
| 東日本旅客鉄道 | 209系950番台（E231系900番台）電車 E26系客車                                 |
| 東京急行電鉄   | 3000系電車 300系電車                                                        |
| 横浜高速鉄道   | Y000系電車                                                                  |
| 大井川鉄道     | Cスハフ1形客車（かわかぜ）                                                  |
| 遠州鉄道       | 2000形電車                                                                  |
| 東海旅客鉄道   | 700系新幹線電車（共同開発：西日本旅客鉄道） 313系電車 キハ11系300番台気動車 |
| 天竜浜名湖鉄道 | THT101・201形客車                                                           |
| 名古屋鉄道     | 1600系電車                                                                  |
| 西日本旅客鉄道 | オハ12・25形客車（きのくにシーサイド）                                      |
| 南海電気鉄道   | 31000系電車                                                                 |
| 六甲摩耶鉄道   | 1・2・3・4形客車                                                            |
| 井原鉄道       | IRT355形気動車                                                              |
| 広島電鉄       | 5000形電車                                                                  |
| 広島高速交通   | 1000系電車                                                                  |
| 四国旅客鉄道   | キロ186形気動車（アイランドエクスプレス四国II）                             |
| 九州旅客鉄道   | 815系電車 キハ72系気動車                                                    |